# Mazerolles, Charente-Maritime
Mazerolles är en kommun i departementet Charente-Maritime i regionen Nouvelle-Aquitaine i västra Frankrike. Kommunen ligger  i kantonen Pons som ligger i arrondissementet Saintes. År 2022 hade Mazerolles 236 invånare.

## Befolkningsutveckling
Antalet invånare i kommunen Mazerolles
Referens:INSEE